# Rhyacophila brevicephala
Rhyacophila brevicephala är en nattsländeart som beskrevs av Iwata 1927. Rhyacophila brevicephala ingår i släktet Rhyacophila och familjen rovnattsländor. Inga underarter finns listade i Catalogue of Life.